# Lamine Diatta
Lamine Diatta (Dakar, Senegal, 2 de julio de 1975) es un exfutbolista senegalés, se desempeñaba como defensa y lateral y su último equipo fue el Doncaster Rovers de Inglaterra.

## Selección nacional
Ha sido internacional con la Selección de Senegal en 71 partidos, marcando 4 goles.

### Participaciones en Copas del Mundo
| Mundial                        | Sede                  | Resultado        | Partidos | Goles |
| ------------------------------ | --------------------- | ---------------- | -------- | ----- |
| Copa Mundial de Fútbol de 2002 | Corea del Sur y Japón | Cuartos de final | 5        | 0     |

## Clubes
| Club                   | País       | Año         | Partidos | Goles |
| Toulouse FC            | Francia    | 1998 - 1999 | 25       | 0     |
| Stade Rennes           | Francia    | 1999 - 2004 | 129      | 11    |
| Olympique Lyonnais     | Francia    | 2004 - 2006 | 30       | 0     |
| AS Saint-Étienne       | Francia    | 2006 - 2007 | 25       | 1     |
| Beşiktaş JK            | Turquía    | 2007 - 2008 | 6        | 0     |
| Newcastle United FC    | Inglaterra | 2008        | 2        | 0     |
| Hamilton Academical FC | Escocia    | 2009        | 0        | 0     |
| Al-Ahli Doha           | Catar      | 2009 - 2011 | 0        | 0     |
| Étoile du Sahel        | Túnez      | 2011        | 6        | 0     |
| Doncaster Rovers       | Inglaterra | 2011 - 2012 | 0        | 0     |

## Palmarés
Olympique Lyonnais
- Ligue 1: 2004-05, 2005-06